# 고베조선고급학교
고베조선고급학교(일본어: 神戸朝鮮高級学校)는 일본 고베시 위치한 조선학교이다.

## 연혁
- 1949년 - 고베 조선중학교로 설립
- 1952년 - 효고조선고등학교 병설
- 1955년 - 교명을 '고베 조선중고급학교'로 개칭
- 1958년 - 신축한 현재지(효고현 고베시 다루미즈구)로 이전
- 1959년 - 효고현 지사로부터 「학교법인 효고조선학원」으로서 인가
- 1960년 - 학생 수가 급증함에 따라 6개 교실 증축
- 1964년 - 체육관측 교사 낙성(철근 3층 12교실) 사범과 신설
- 1966년 - 교사 본동 및 사무동 낙성
- 1972년 - 교명을 '고베 조선고급학교'로 개칭하여 후기 중등교육을 전문적으로 실시
- 1976년 - 상업과를 신설
- 1977년 - 보통과에 이과 신설
- 1980년 - 창립 30주년을 기념하여 4개의 특별 교실을 증설
- 1985년 - 취주악부가 중화인민공화국 방문 공연
- 1990년 - 창립 40주년을 기념하여 문화체육실을 준공
- 1992년 - ' NHK청춘메시지 '92'에서 본교 학생이 최우수상을 수상
- 1994년 - 권투부원이 '고등학교 총체' 첫 출장
- 1999년 - 차구부가 「고교 총체」효고현 대회 준우승

- 2004년 - 본교 창립 55주년 기념하여 본교 운동장 및 방의 보수 공사

창립 55주년 기념, 학교법인 효고 조선학원 학생들의 예술공연( 고베문화홀 )
가라테 부원이 "국제 무술 대회"에서 동메달 획득
- 2005년 -「제21회 다루미즈구 선행 소년 표창의 모임」에서 고베 아사카 위원회(학생회)가 「청소년을 지역에서 칭찬하는 상」을 수상
- 2006년 - 무용부 효고의 인연국체 오프닝에 참가
- 2011년 - 여자 배구부가 전국 사립 고등학교 배구 선수권 대회에 첫 출전
- 2018년 - 고베 아사카 선전 프로젝트 「BECAUSE Project」시동